# Luxemburghezi
Luxemburghezii (în luxemburgheză Lëtzebuerger) sunt un grup etnic germanic, originar din statul național Luxemburg, unde reprezintă în jur de jumătate din populație. Ei au în comun cultura luxemburgheză și vorbesc limba luxemburgheză.
Luxemburghezii erau considerați din punct de vedere istoric, la fel ca austriecii, un subgrup regional al germanilor și așa s-au considerat ei înșiși până la destrămarea Confederației germane. Luxemburgul a fost recunoscut ca stat independent prin Tratatul de la Londra din 1839, dar a rămas în uniune personală cu Țările de Jos. Unirea personală a fost însă de scurtă durată, deoarece a fost dizolvată bilateral și amiabil în 1890.
În plan juridic toți cetățenii Marelui Ducat al Luxemburgului sunt considerați a fi luxemburghezi după legea luxemburgheză, deși este susținută și promovată vocal o identificare etnolingvistică germanică distinctă. Adjectivul corespunzător în limba germană este „luxembourgish”.

## Localizare geografică
Majoritatea etnicilor luxemburghezi locuiesc în Marele Ducat al Luxemburgului, o țară mică din Europa situată între Germania, Franța și Belgia, și sunt de origine celtică/galo-romană și germanică (francă). Majoritatea vorbesc limba luxemburgheză ca limbă maternă, pe lângă limbile franceză și germană. În ciuda numărului destul de mic de luxemburghezi, există o diasporă relativ mare în Europa și în alte părți. Câteva zeci de mii de etnici luxemburghezi locuiesc în țările învecinate Belgia, Franța și Germania. Această răspândire geografică se datorează, în cea mai mare parte, unor motive istorice, în special celor trei împărțiri ale Luxemburgului, care au dus la includerea unor porțiuni ale teritoriului Luxemburgului în fiecare dintre cele trei țări învecinate.
Există, de asemenea, grupuri semnificative de etnici luxemburghezi în America, mai ales în Statele Unite ale Americii. Multe persoane de origine luxemburgheză trăiesc, de asemenea, în Canada și Brazilia, unde au emigrat valuri mari de luxemburghezi în secolul al XIX-lea, la fel cum au făcut-o și germanii în aceeași perioadă. Alții au migrat în Ungaria, împreună cu germanii, în prima fază a colonizării germanice a teritoriilor estice în secolul al XII-lea. Sașii transilvăneni și șvabii bănățeni sunt descendenții acestor coloniști.